# 葛修润
葛修润（1934年7月12日—2023年1月4日），上海南汇人，岩石力学专家，中国工程院院士。

## 生平
葛修润早年曾就读于上海市南洋模范中学。1952年考入清华大学水利系。1954年赴苏联敖德萨建筑工程学院留学，1959年毕业。回国后一直在中国科学院中南力学研究所（现为武汉岩土力学研究所）从事研究工作。1981年至1983年间曾赴德国卡尔斯鲁厄大学土岩力学研究所，与国际知名岩体力学家利奥波德·缪勒一同从事研究。1995年当选中国工程院院士。1999年起兼任上海交通大学学岩土力学与工程研究所所长。
2023年1月4日逝世，享年89岁。

## 学术成就
葛修润早在1960年代就曾参与了大冶铁矿南邦边坡研究并主持完成了边坡工程的稳定分析报告与岩体力学试验总结。此后他又多次主持完成许多大型边坡工程，是中国在岩质边坡研究领域中的带头人之一。
同时他也是中国最早将有限元法应用于岩体工程的学者，1973年由他主持完成的四川511火电厂地下洞室群有限元分析是中国首次将有限元法引入大型地下工程。
此外，葛修润还致于古文物的保护工作。特别是他于2001年提出了建造“无压容器”白鹤梁水下博物馆用来保护“世界第一古代水文站”白鹤梁，使其免于因三峡工程的建设而被淹没于水下。